# Quintes
S'anomenaven quintes als joves que en complir la majoria d'edat anaven a acomplir el servei militar. Encara que el servei militar ha desaparegut actualment, a alguns llocs (de l'interior de Castella) les quintes s'han convertit en una tradició festiva, per la qual els joves, en complir la majoria d'edat, fan una espècie de festa, com ara, balls.
Es pot considerar també com un “Ritu de pas” que abunda en les cultures indígenes en complir la majoria d'edat.
El nom prové de la contribució de sang o obligació de servei militar que Joan II de Castella (1406-1454) va imposar durant el seu regnat, segons la qual un de cada cinc homes havia de servir en l'exèrcit, disposició que Felip V va reprendre en 1705.

## El reclutament de l'exèrcit espanyol alseglexix
En el cas espanyol, en el context de guerra permanent –a l'interior i a les colònies- que es viu al llarg del segle, el reclutament esdevé el mètode més ràpid i barat per nodrir l'exèrcit: les deficiències pressupostàries i les necessitats polítiques i militars col·laboren per imposar el sistema de quintes. Les Corts de Cadis, per fer front a la Guerra del francès opten per la Milícia Nacional i el reclutament general, ordenant l'allistament de tots els homes de 16 a 45 anys que arribaven a una alçada mínima.
El 1810 el Consell de Regència ordenava el reclutament de 80.000 homes, tots els homes útils que no es trobessin sota ocupació enemiga. D'aleshores ençà “las leyes de reclutamiento y organización militar, si fueron mil veces retocadas, no sufrieron cambios fundamentales. Ningún gobierno, desde la Guerra de la Independencia hasta la Restauración tuvo tiempo ni atmosfera para emprender. El cost d'un exèrcit de milícia o de voluntaris i les dificultats per a reclutar-los, juntament amb la popularització i la radicalització de la milícia van portar els mateixos polítics liberals a renegar de la milícia, la forma militar emblemàtica de la revolució liberal. La Llei constitutiva de l'exèrcit (1821) i l'Ordenança per la Lleva de l'exèrcit de 1837 van establir les bases legals per al reclutament decimonònic. El sistema es va normalitzar durant la dècada dels ’30 amb Mendizábal i Fernández de Córdoba, i a partir de 1837 la renovació anual de la llei de reclutament fou gairebé automàtica i experimentà només petits ajustaments. Cada província havia d'aportar un nombre de joves proporcional a la seva població, que eren sortejats entre el total de joves d'una determinada edat (en l'origen era una cinquena part dels joves qui s'havia d'incorporar a files, d'aquí el nom de quinta). La llei preveia la possibilitat d'eximir els quintats amb una contribució econòmica d'entre 1.500 i 2.000 ptes o bé de substituir-los per “voluntaris” comprant el dret a substitució per 500-1250 ptes. No es van produir modificacions significatives fins a la Llei Canalejas-Luque (1912), exceptuant l'efímera abolició de les quintes de la I República. Les conseqüències negatives del reclutament per a l'evolució demogràfica s'agreugen si considerem que els reclutats pertanyien al segment d'edat que hauria d'haver contribuït al creixement de les taxes de natalitat. Entre 1803 i 1888, segons l'autor, els governs espanyols van decretar la incorporació a files de 2.775.144 homes per nodrir un contingent de 80.000 a 100.000 soldats, excepte en períodes extraordinaris de guerra on la xifra era molt superior.
Feijoo resumeix les desigualtats socials generades pel sistema de quintes en aquests termes: 
| « | El servicio militar en el siglo XIX fue una contribución de sangre para los pobres y monetaria para los ricos [...]. Para las clases más pobres la redención era una iniquidad y el servicio militar una desgracia; para las clases medias, la redención significaba una posibilidad de librar al hijo del servicio y aprovecharlo para el trabajo diario; para los ricos, la redención era un impuesto más que pagaban para contribuir a los gastos del estado, y que si no exisitiese supondría mayores impuestos para soportar los crecientes | » |

D.R. Headrick en feia una interpretació semblant:
| « | Para los ricos equivalía al precio de un buen caballo; para la familia de clase media, en cambio, significaba tener que contraer una deuda a 20 años, o incluso la ruina; sin embargo, era tan grande el miedo al servicio militar que cualquier familia capaz de entregar el dinero necesario para librar a sus hijos del servicio se apresuraba a hacerlo. Muchos vendían todo lo que tenían antes que dejar que la quinta se llevara a sus hijos. Para los pobres que no podían pagar la redención del servicio, esto suponía un ‘impuesto de sangre’ sobre todo en tiempos de guerra, cuando las posibilidades de que el quinto regresara vivo eran de una contra dos | » |

Alguns anys, sobretot en cas de guerra, el percentatge d'exempts (redimits, substituïts, curts de talla, o exceptuats per raons familiars) arribava al 70%, de manera que el sorteig era un simple tràmit. La universalització del servei militar no es va establir a Espanya fins a les lleis Canalejas- Luque de 1911-1912, per les quals es va suprimir la redempció en metàl·lic. Tanmateix, els estrats socials benestants van mantenir els seus privilegis a través de la figura del soldat de quota, que permetia reduir el temps de servei a canvi d'una contribució econòmica (equivalent, com recorda Cardona, a 12-18 mesos de jornal d'un camperol mitjà o a 6-8 mesos d'un jornal obrer, sense comptar les despeses d'equip i manutenció). Per això, l'autor conclou que “al servicio militar fueron obligados los de siempre” El nombre de redimits augmentava significativament en temps de guerra i assolí les cotes més altes durant els conflictes amb Cuba i el Marroc, la qual cosa va ser cabdal per a sostenir la hisenda pública. Frau, autolesió, emigració i profuguisme: qualsevol cosa per escapar al servei. L'existència d'una economia moral que condemnava el sistema de quintes per injust i immoral suposava una consideració social positiva d'aquestes pràctiques... Sovint eren els funcionaris, els eclesiàstics, els metges i els propis militars els qui hi col·laboraven, ja fos per obtenir un benefici econòmic o bé per simpatitzar amb els quintats. Les formes de frau més comunes eren el falsejament de certificacions mèdiques o familiars, la suplantació d'identitats a l'hora de presentar-se a Caixa, el frau en el moment del sorteig o el suborn als funcionaris per aconseguir una exempció.

## Història
Després de la constitució de Cadis del 1812 l'exèrcit espanyol va passar a ser una força més gran, aquest també comptava amb part del control de la noblesa. Un molt elevant nombre d'homes formava part de l'exèrcit, com a conseqüència, calia dedicar una gran quantitat de diners a l'alimentació i manteniment d'aquest grup.
El conjunt d'homes que formaven part de l'exèrcit es classificaven en dos grups. Un d'aquest estava format per comandants que tenien una feina permanent, eren anomenats militars de professió. L'altre grup estava format per ciutadans de diferents poblacions que eren obligats a prestar un servei militar, aquest grup era la tropa. No tots els joves que es trobaven entre els 20 i 30 anys eren cridats per servir a l'exèrcit, es realitzava un sorteig i una cinquena part del jovent que es trobava en aquest marge d'edat era obligat a fer de soldat. Tot i això, més endavant, eren cridats els soldats que eren necessaris. És per aquest motiu pel qual a les lleves anuals se les anomenava “quintes”. El servei militar podia arribar a ser de 8 anys però normalment es tractava d'un període de 2 o 3 anys. Després d'haver complert el servei establert els soldats passaven a una situació de reservista, situació en la qual podien ser cridats si era necessari.
Hi havia però una solució per tal d'evitar que els joves entressin a l'exèrcit. Si es pagava una elevada quantitat de diners (redempció) a l'Estat o mitjançant un pagament el jove era substituït per un altre, aquella persona podia abstenir-se de realitzar el servei. El principal problema però era que gran part de la població, que normalment formava part de classes social més baixes, no podia permetre’s el luxe de pagar la redempció i es veien obligats a ingressar a l'exèrcit. Degut a això, hi van haver un gran nombre de protestes que tenien com a finalitat la supressió del sistema de quintes.

### Per què les classes populars s'oposaven a les quintes?
Les quintes, eren estratègies per captar gent per anar a l'exèrcit. Es basava en que una de cada cinc persones civils eren escollides per anar a fer front amb l'exèrcit. D'aquí prové el nom.
Les quintes es podien refutar amb diners, ja que si pagaves, podies decidir no anar a l'exèrcit encara que haguessis estat escollit. Per això, les classes populars s'oposaven a elles; perquè els no privilegiats no tenien prou diners per pagar a les quintes i no anar a l'exèrcit.

## Revoltes de les quintes

### Revolta de les Quintes (1845)
La Revolta de les Quintes de 1845 fou un aixecament popular a Catalunya contra el sistema de lleva a l'exèrcit espanyol.

### Revolta de les Quintes (1870)
La Revolta de les Quintes a la Vila de Gràcia és una de les múltiples revoltes populars que es van desencadenar a diversos pobles del pla de Barcelona, l'abril del 1870, quan el govern espanyol volgué cridar obligatòriament els mossos per servir dins l'exèrcit. El general Eugenio de Gaminde y Lafont ser l'encarregat de fer efectiva l'ordre de les primeres quintes. Els graciencs foren avisats de l'arribada de les tropes amb els tocs de la campana de la Plaça Orient (després plaça Rius i Taulet i, des del 2009, Plaça de la Vila).

## Tradicions
En molts llocs de la Castella profunda encara es recorden les quintes que, actualment, en absència de servei militar ho celebren com si fos una festa. Ells ho consideren una celebració, amb actes com, tallar un arbre al complir 18 anys (any de la lleva/quinta). A d'altres llocs és celebren balls o actes similars.

### Tradicions abandonades
A més de la baixa població juvenil actual en el mitjà rural, que fa que es perdin bastants tradicions, unes altres, no obstant això, s'han abandonat per motius racionals perquè suposaven el maltractament als animals, com:
- En certes localitats de Castella i Lleó, els cinquens passaven al galop a lloms d'un cavall per agarrar uns galls o pollastres que penjaven lligats de les potes a la plaça del poble. No obstant això, es va abandonar en la dècada dels 70 i 80 per la seva crueltat, ja que morien perquè se'ls arrencava el cos del cap lligat, encara que la tradició en comptes de perdre's va ser substituïda en uns casos per sacs penjats farcits de plomes. Aquest ritu encara es conserva a certes zones de Toledo.

Una altra de les celebracions abandonada i una de les més famoses, per la seva repercussió mediàtica en la dècada dels 90, era el llançament d'una cabra des d'un campanar. En caure la cabra era recollida mitjançant una manta. Aquesta tradició era realitzada en Manganeses de la Polvorosa (Zamora).